# Jacamar bru
El jacamar bru (Brachygalba lugubris) és una espècie d'ocell de la família dels galbúlids (Galbulidae) que habita boscos i matolls de l'est de Colòmbia, sud de Veneçuela, Guaiana, est del Perú, nord de Bolívia i el Brasil.